# Pascale Borel
 (août 2018).
Si vous disposez d'ouvrages ou d'articles de référence ou si vous connaissez des sites web de qualité traitant du thème abordé ici, merci de compléter l'article en donnant les références utiles à sa vérifiabilité et en les liant à la section « Notes et références ».
Pour les articles homonymes, voir Borel.
Pascale Borel est une chanteuse française, née le 16 juillet 1958 à Bordeaux.

## Biographie
Après avoir débuté comme choriste dans le groupe pop Lala et les Émotions, Pascale Borel rencontre en 1982 Grégori Czerkinsky. Elle commence comme chanteuse dans le groupe Mikado, duo pop. Pascale interprète les textes, Grégori compose et arrange les morceaux.
En 1986 le premier single de Mikado, Naufrage en hiver est mis en image par Pierre et Gilles. La fille du soleil, sort en 1988. En 1991, le duo se sépare,,.
Pascale Borel chante ensuite dans le groupe d'électro-pop Bien de 1996 à 1999 : un CD 4 titres sort en Espagne, et quelques concerts sont donnés à Paris,. En 2004, Borel enregistre son premier album solo avec le label électro Pschent. Elle travaille avec Jérémie Lefebvre, auteur et musicien rencontré en 2001.
L'album Oserai-je t'aimer sort le 30 mai 2005.
En septembre 2006, Pascale Borel sort le single J'ai un mari, en duo avec Valérie Lemercier. En janvier et septembre 2008, elle se produit sur la scène du Théâtre Essaïon, à Paris, et elle y chante en duo avec Lio.
En 2009, elle tourne deux clips et enregistre un nouveau titre pour un film. 
En 2015, 30 ans après Mikado, elle revient avec un album de pop synthétique, Par ailleurs .